# 鮮于必仁
鮮于去矜（？—？），字必仁，號苦齋。渔阳郡（河北漁陽）人。

## 生平
鮮于樞第三子。擅長樂府，樂風受维吾尔音乐影响，又工書法，“工诗好客，所作乐府，亦多行家语”。朱权《太和正音谱》评其词“如奎壁腾辉”。一生布衣，與楊梓之子楊国材相友善，常“尽以作曲方法授之”。《全元散曲》录存其小令二十九首。